# Byblis filifolia
Byblis filifolia ist eine von acht Arten aus der karnivoren Gattung der Regenbogenpflanzen (Byblis) aus der gleichnamigen Familie der Regenbogenpflanzengewächse (Byblidaceae). Sie stammt aus dem Nordwesten Australiens und ist für ihre klebrigen, glitzernden Leimruten bekannt, welche die gesamte Pflanze überziehen. Im deutschen Sprachraum trägt sie den Trivialnamen „Regenbogenpflanze“.

## Habitus

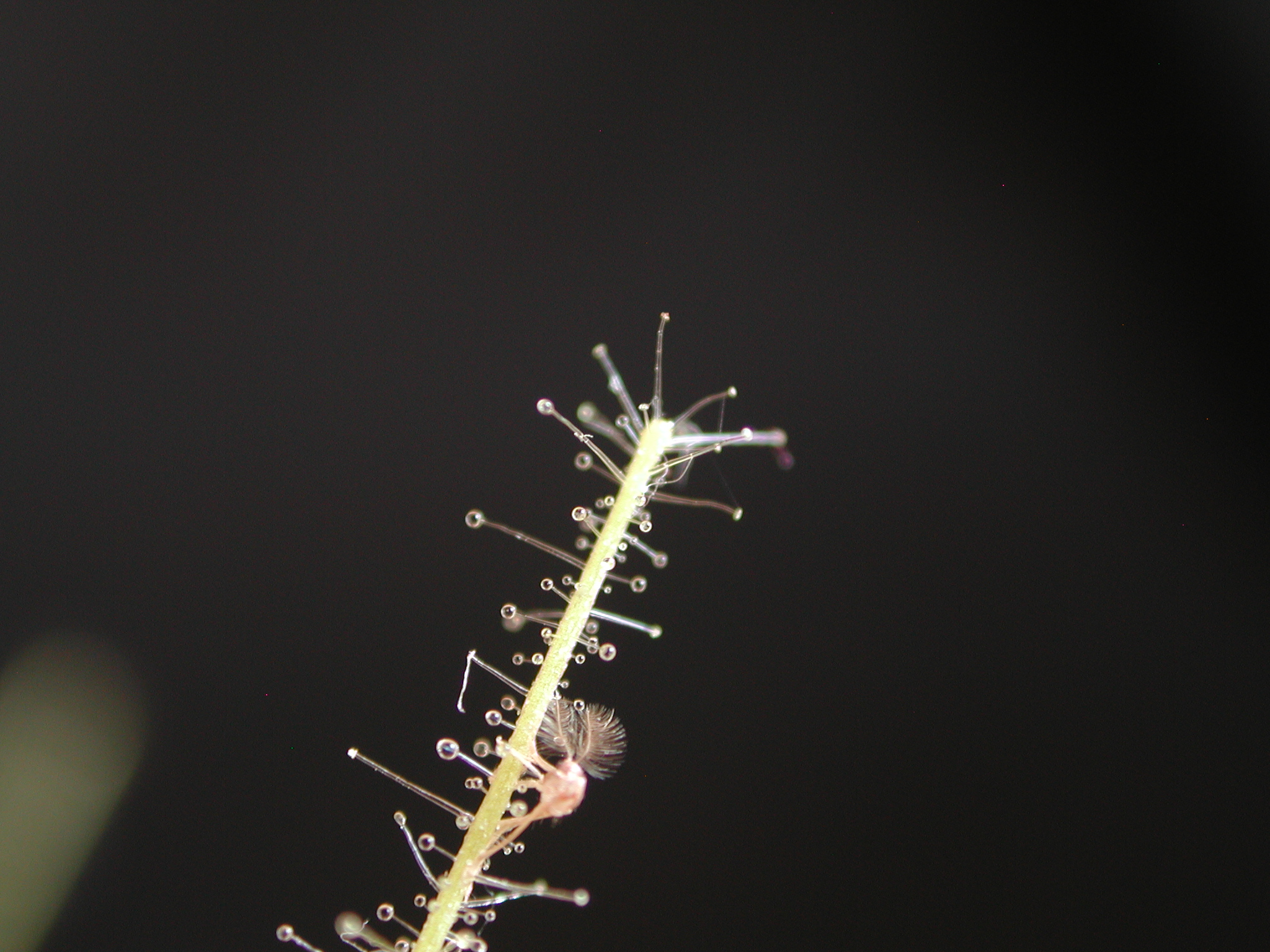
Blatt

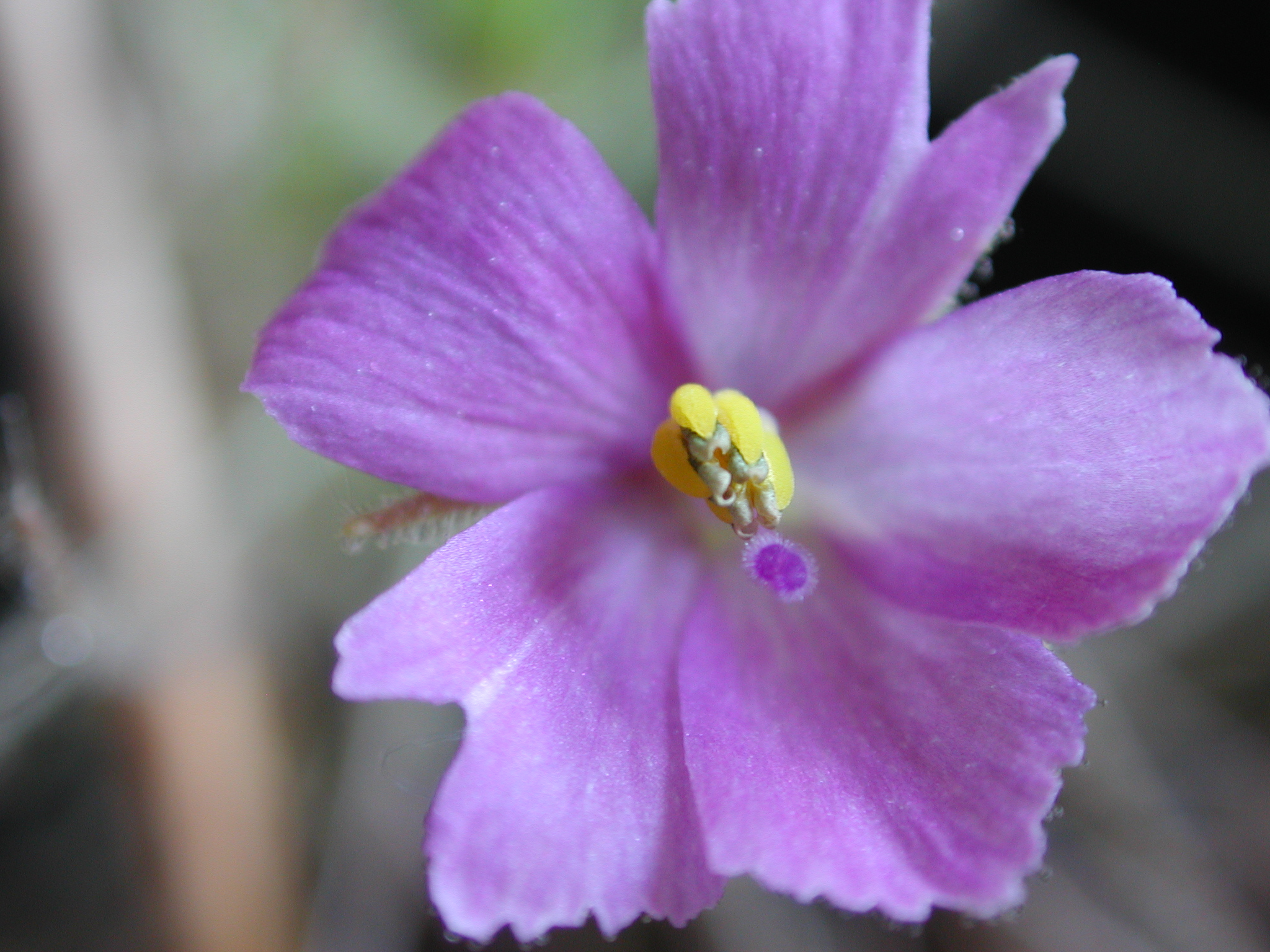
Blüte

### Vegetative Beschreibung
Byblis filifolia wächst als eintriebige, krautige Sommerannuelle mit einer Wuchshöhe von 15–45 cm, gelegentlich auch bis zu 60 cm. Die Blätter stehen wechselständig und werden 4–15 cm lang und 1–3 mm breit mit fast kreisrundem Querschnitt. Sie sind vollständig mit kurzen und langen, gestielten Drüsen besetzt.

### Fallen
Byblis filifolia ist eine sogenannte passive Leimrutenfalle, das heißt, sie bewegt ihre Blätter und Drüsen nicht, wenn sie Insekten fängt. Die Beute wird durch das starke Glitzern der Sekrettropfen angelockt. In der Hoffnung, sich an harmlosen Tautropfen erfrischen zu können, bleiben die Insekten an den Drüsen hängen. Das Insekt wird schließlich komplett in dem Sekret eingehüllt, spezielle Drüsen an der Blattoberfläche scheiden Enzyme aus Proteasen und Phosphatasen aus, die das Insekt verdauen. Byblis filifolia ist somit karnivor.

### Generative Beschreibung
Die Blüten von Byblis filifolia erscheinen einzeln an langen, bedrüsten Stielen, die morphologisch nicht von den Laubblättern zu unterscheiden sind. Die zwittrigen Blüten sind radiärsymmetrisch und fünfzählig mit doppelter Blütenhülle. Die fünf haltbaren Kelchblätter sind nur an ihrer Basis verwachsen und überlappen sich dachziegelartig. Die fünf Kronblätter sind nur an ihrer Basis verwachsen, wirken aber frei, auch sie überlappen sich dachziegelartig. Die Farbe der Kronblätter ist pink bis blass-violett, in seltenen Fällen auch weiß. Die Staubfäden sind kürzer als die Staubbeutel.
Die Blüten von Byblis filifolia geben ihre Pollen erst durch die Schallfrequenz eines anfliegenden Bestäubers frei (Vibrationsbestäubung), am Naturstandort sind dies meist Bienen und Schwebfliegen. Die Gestalt, Färbung und Größe der Blüten stellt vermutlich eine Nachahmung der Blüten bestimmter Fransenlilien (Thysanotus) dar. Die Gattung Thysanotus ist ebenfalls in Australien beheimatet und viele Arten gedeihen an denselben Naturstandorten wie die Regenbogenpflanzen. Und auch die Blüten von Fransenlilien werden durch Vibrationsbestäubung befruchtet. Die Blüten von Byblis filifolia könnten aber auch jene der Sonnentau-Art Drosera indica nachahmen. Der Pollen ist abgeflacht-rundlich und 35–41 μm groß.
Die Kapselfrüchte sind spitz zulaufend-eiförmig und im unreifen Zustand mit klebrigen Drüsen besetzt. Diese fallen mit Abschluss der Reife ab. Die Samenkapseln reißen durch Austrocknung allmählich auf, so dass die enthaltenen Samen zu Boden fallen (Barochorie). Die schwarzen Samen sind von rundlicher Form und mit einem wabenartigen Relief. Die Keimung vieler Arten wird durch Buschbrände nach der Trockenzeit in Gang gesetzt, dabei spielen Bestandteile im Rauch die auslösende Rolle (Pyrophilie).
Die Chromosomenzahl lautet: 2n = 16.

## Ökologie
Auf Byblis filifolia wurden kleine räuberische Weichwanzen der Gattung Setocoris beobachtet, die sich an frisch gefangenen Insekten bedienen. Durch einen feinen, fettigen Ölfilm auf dem Panzer und kräftige Beine können sich die Wanzen gefahrlos auf der Pflanze bewegen. Es wird vermutet, dass Byblis filifolia und andere Byblis-Arten eine Symbiose mit Setocoris eingegangen sind und deren Kot als zusätzlichen Dünger verwerten. Detaillierte Untersuchungen hierzu stehen allerdings noch aus.

## Verbreitung und Habitat
Byblis filifolia wächst im Nordwesten und Westen Australiens, besonders im Gebiet des Bundesterritoriums Northern Territory bis hin in die westlich gelegenen Regionen Kimberley und Gascoyne. Sie gedeiht in offenen, vollsonnigen und oft versandeten Feuchtgebieten nahe Bachläufen.

## Systematik
Byblis filifolia wurde 1848 von Jules Émile Planchon in Annales des Sciences Naturelles; Botanique Serie 3 Band 9 Seite 305 erstbeschrieben. Ein Synonym ist Byblis liniflora subsp. occidentalis Conran & Lowrie. Byblis filifolia gehört zur Gattung der Regenbogenpflanzen (Byblis) aus der Familie der Regenbogenpflanzengewächse (Byblidaceae) innerhalb der Familie der Lippenblütlerartigen (Lamiales). Unterarten und Naturhybriden sind nicht bekannt.

## Nutzung und Gefährdung
Byblis filifolia ist eine beliebte Sammlerpflanze, die in Privatsammlungen und an botanischen Gärten kultiviert wird. Sie gilt aktuell als „nicht bedrohte Art“.